# Alfons Jordan z Toulouse
Alfons Jordan z Toulouse (okcitánsky Anfós Jordan, francouzsky Alphonse Jourdain, 1103 hrad Pèlerin – 15. dubna 1148? Caesarea) byl hrabě z Tripolisu, Toulouse, Rouergue a markýz provensálský. Vydal se na křížovou výpravu do Svaté země, kde byl téměř po příjezdu pravděpodobně zavražděn kvůli možnému nároku na hrabství Tripolis.

## Život
Narodil se ve Svaté zemi jako syn Raimonda z Toulouse a jeho třetí choti Elvíry, levobočné dcery krále Alfonse VI. Po svém narození byl pokřtěn v řece Jordán a odsud pochází jeho přízvisko. Hrabě Raimond zemřel roku 1105 a jeho nástupcem se stal bratranec Vilém Jordan z Cerdagne.
Roku 1108 se ovdovělá Elvíra s malým Alfonsem vrátila do Toulouse a na východ odcestoval s úmyslem převzít panství zesnulého hraběte jeho levobočný syn Bernard, který nevlastnímu bratrovi Alfonsovi předal rodinné evropské statky. Roku 1112 se Alfons stal hrabětem a v dalších letech soupeřil s barcelonským hrabětem Ramonem Berenguerem III., manželem Dulce Provensálské o vliv nad Provensálskem. Roku 1125 podepsali dohodu o rozdělení sporného území. Občasné srážky o moc pokračovaly mezi oběma rody až do roku 1134.
Ve čtyřicátých letech Alfons Jordan po agitaci Bernarda z Clairvaux společně s králem Ludvíkem VII. a dalšími předními šlechtici pozvedl kříž a vydal se na výpravu do Svaté země. Do Akkonu připlul zřejmě v polovině dubna 1148. Poté se vydal na cestu do Jeruzaléma, kde ponechal v péči templářského řádu čtrnáctiletého syna Raimonda, snad, aby se pocvičil v bojovém umění. Zemřel náhle pravděpodobně 15. dubna v Caesareji a jeho smrt byla doprovázena zvěstí o otravě, do které měl být zapleten jeho bratranec Raimond II. z Tripolisu, kterého mohl Alfons teoreticky ohrozit svým nárokem na hrabství Tripolis. Alfonsovým dědicem se stal syn Raimond, který urychleně odcestoval zpět do Toulouse. Druhý syn, nemanželský Bernard se zmocnil pevností Aríma Raimonda z Tripolisu. Ten si na mladíka pozval Unura z Damašku a Núr ad-Dína, své bývalé nepřátelé, kteří pevnost dobyli a zajatec putoval do otroctví, kde strávil příštích deset let života.